# Олга Кази
Олга Кази (удата Ђулај (мађ. Olga Kazi, Кишпешт, Мађарска, 10. мај 1941), бивша је мађарска атлетичарка, специјалиста за средње стазе, који се углавном такмичла у дисциплини трчања на 800 метара.
На Летњим олимпијским играма 1960. у Риму на 800 метара, била је 4 у групи (2:11,07) и није успела да се пласира у финале. Четири године касније у Тоију, такмичла се у тркама на 400 и 800 метара. У првој је испала у квалификацијама (56,5) а у другој у полуфиналу (2:10,2).
На 800 метара такмичила се у Београду на Европском првенству 1962. и освојила бронзану медаљу (2:05,0). Следеће године у истој дисциплине освојила је златну медаљу на Летњој универзијади (2:05,9). . На Европским играма у дворани 1969. године у Београду била је члан мешовите штафете, која није стигла до циља.
Пет пута је била мађарска првакиња на 800 метара (1960 до 1963 и 1965), два пута више од дсциплине 400 м (1960, 1963) и једном на 1.500 м (1968) и првакиња у кросу (1962).
Била је удата за спринтера Иштвана Ђулаја. Њихови синови Миклош и Мартон су успешни возачи боба.